# Hammaguir
Hammaguir (arabisch حماقير) ist ein Ort im Westen des Territoriums der Kommune Abadla in der Provinz Bechar in Algerien. Der Name leitet sich aus einer Verkürzung des Namens der menschenleeren Stein- und Felswüste Hammada du Guir ab, die sich ringsum erstreckt. Er liegt rund 120 Kilometer südwestlich der Stadt Bechar (früher: Colomb-Bechar). 
In der Nähe von Hammaguir befand sich von 1947 bis 1967 ein Raketenstartplatz des französischen Centre interarmées d’essais d’engins spéciaux (CIEES), von dem aus neben Raketen und Höhenforschungsraketen in den Jahren 1965 bis 1967 mit der französischen Trägerrakete Diamant A vier Satelliten erfolgreich in die Erdumlaufbahn gestartet wurden, darunter Astérix, der erste französische Satellit.
Der Raketenstartplatz konnte aufgrund der Verträge von Évian auch nach der Unabhängigkeit Algeriens vom 19. März 1962 noch fünf Jahre von Frankreich genutzt werden. Er wurde Ende der 1960er-Jahre durch den Raketenstartplatz Kourou in Französisch-Guayana, Südamerika ersetzt.